# Hội chứng Stevens–Johnson
Hội chứng Stevens–Johnson (SJS) là một loại phản ứng da nặng. Cùng với hoại tử thượng bì nhiễm độc (TEN) và hội chứng Stevens-Johnson/hoại tử thượng bì nhiễm độc (TEN) tạo thành một nhóm bệnh, trong đó SJS ít nghiêm trọng hơn. Triệu chứng sớm của SJS bao gồm sốt và triệu chứng giống cúm. Một vài ngày sau, da bắt đầu hình thành bọng và sau đó hình thành những vùng đỏ da chảy máu đau đớn. Niêm mạc, chẳng hạn như miệng, cũng có thể liên quan. Biến chứng gồm mất nước, nhiễm trùng huyết, viêm phổi, và suy đa tạng.
Nguyên nhân phổ biến nhất là một số loại thuốc như lamotrigine, carbamazepine, allopurinol, sulfonamide antibiotics, và nevirapine. Nguyên nhân khác có thể bao gồm nhiễm trùng như Mycoplasma pneumoniae và cytomegalovirus hoặc nguyên nhân có thể vẫn còn chưa rõ. Yếu tố nguy cơ bao gồm HIV/AIDS và lupus ban đỏ hệ thống.
Chẩn đoán dựa trên có ít hơn 10% da bị ảnh hưởng. TEN là khi hơn 30% da biểu hiện và một thể trung bình với 10 đến 30% biểu hiện. Phản ứng SJS thuộc phản ứng quá mẫn loại IV. Nó cũng kèm với hội chứng phản ứng của bạch cầu ái toan và hệ thống với thuốc (hội chứng DRESS), hội chứng mụn mủ toàn thân cấp tính (AGEP), và hoại tử thượng bì nhiễm độc nằm trong một nhóm các bệnh lý phản ứng nghiêm trọng (SCARs). Hồng ban đa dạng (EM) thường được coi là một bệnh lý riêng biệt.